# Ouled Mansour
Ouled Mansour è un comune dell'Algeria, situato nella provincia di M'Sila.